# Vladan Đorđević
Vladan Đorđević (IPA: [ʋlǎːdan d͡ʑɔ̝̌ːrd͡ʑe̞vit͡ɕ]) (in serbo Владан Ђорђевић?; Belgrado, 21 novembre 1844 – Baden, 31 agosto 1930) è stato un politico e scrittore serbo, primo ministro del Regno di Serbia dall’11 ottobre 1897 al 12 luglio 1900.

## Biografia
Di origini in parte arumene della Macedonia, dopo essersi laureato in medicina partecipò come volontario nella guerra franco-prussiana.
Nominato sindaco di Belgrado, proclamò la legge marziale per garantire l'ordine pubblico.
Oltre ad essere stato primo ministro ha ricoperto anche la carica di Ministro dell'Istruzione e di Ministro degli Esteri.

## Vita privata
Nel 1880 sposò l'austriaca Paulina da cui ebbe 15 figli.